# Ernst von Heydebrand und der Lasa (Richter)
Ernst (E. Wilhelm Georg) von Heydebrand und der Lasa (* 26. Mai 1884 in Breslau; † 25. Juli 1963 in Steinheim am Albuch) war ein deutscher Jurist und Richter am Reichsgericht in Leipzig.

## Leben

### Familie und Ausbildung
Ernst von Heydebrand und der Lasa aus dem schlesischen Adelsgeschlecht Heydebrand war Sohn des Georg von Heydebrand und der Lasa und der Elisabeth von Prittwitz. Sein Onkel war Ernst von Heydebrand und der Lasa (1851–1924), Politiker der Deutschkonservativen Partei und Mitglied des Deutschen Reichstages. Oskar von Heydebrand und der Lasa war sein Großvater.
Ernst v. H. u. d. L. absolvierte seine schulische Ausbildung an der Privatschule für Knaben von Karl Mittelhaus und am Gymnasium in Breslau. Ab 1903 folgte das Jurastudium in Freiburg, Leipzig, Kiel und Breslau. 1907 wirkte er nach dem Ersten Juristischen Examen als Gerichtsreferendar in Militsch und Oppeln, nach dem Zweiten Staatsexamen 1910 als Gerichtsassessor am Landgericht Hörde. 1912 wurde er beurlaubt zur Vorbereitung auf den Kolonialdienst, zunächst an das Kolonialinstitut in Hamburg, dann an das Reichskolonialamt in Berlin mit Wohnung im Vorort Eichwalde.
Ernst v. H. u. d. L. war viermal verheiratet: 1909 mit Adele von Mutius (1879–1959; Tochter des Peter von Mutius; Ehe 1924 geschieden), 1925 mit Erna von Lekow (1892–1926. erschossen mit dem Revolver ihres Ehemannes), 1928 mit Anna Luise Funk (1884–1939, gestorben an Krebs), 1953 mit Raymonde Lemoine (geb. 1903 in Valenciennes). Infolge des ungewöhnlichen Todes seiner Ehefrau, bei dem er zugegen war, wurde v. H. u. d. L. wegen Mordes angeklagt, jedoch in einem aufsehenerregenden Prozess unter zweifelhaften Umständen freigesprochen.
Sein Sohn Ernst (geb. Berlin-Pankow 30. November 1912, 1940 Promotion zum Dr. rer. nat.) heiratete am 17. Juni 1939 eine Tochter des DVP-Politikers Fritz David von Hansemann, der 1933 von den Nationalsozialisten aus seinem Amt als Oberbürgermeister der Stadt Flensburg vertrieben worden war. Sein zweiter Sohn (geb. Eichwalde 7. Mai 1914), Hauptmann und Staffelführer eines Stuka-Geschwaders, wurde am 9. Oktober 1943 nach einem Luftkampf in der Nähe von Rhodos vermisst.

### Tätigkeit als Verwaltungsbeamter
Nach seiner Teilnahme am Ersten Weltkrieg 1914–1918.
wurde er Leiter der Zivilabteilung des Industriebezirks beim Grenzschutz in Oberschlesien. Nach dem Krieg war er als Regierungsrat in Stettin (ab 1920), Breslau (ab 1925) und Frankfurt (Oder) (ab 10. Dezember 1927) beschäftigt. Am Ende des Jahres 1930 wurde er aus gesundheitlichen Gründen in den Ruhestand versetzt. Nach dreijähriger Tätigkeit in der NSDAP wurde er kurz nach der „Machtergreifung“ bereits am 8. Mai 1933 zum Regierungsvizepräsidenten in Merseburg ernannt. 1936 amtierte er von Februar bis Oktober vertretungsweise als Regierungspräsident im Regierungsbezirk Koblenz. Im Anschluss wechselte er als Oberverwaltungsgerichtsrat an das Preußische Oberverwaltungsgericht (PrOVG) in Berlin-Charlottenburg. Nach Ausbruch des Zweiten Weltkriegs wurde er am 1. Oktober 1940 zum „Major z. V.“ (zur Verfügung) ernannt und der Oberfeldkommandantur (OFK) in Lille zugewiesen, die für die Militärverwaltung der vom „besetzten Frankreich“ abgetrennten nordfranzösischen Departements Nord-Pas-de-Calais zuständig war. Dort wirkte er vermutlich als Richter im Rahmen der Militärgerichtsbarkeit. Im Januar 1942 wurde er zum Reichsrichter am Reichsverwaltungsgericht und am Reichsgericht in Leipzig mit einem Jahresgehalt von 16.000 Reichsmark ernannt.

### Beziehung zum Nationalsozialismus
Ernst v. H. u. d. L. trat zum 1. April 1931 der Ortsgruppe Lebus der NSDAP bei (Mitgliedsnummer 489.676); damit gehörte er durch das Eintrittsjahr im Dritten Reich zu den sogenannten Alten Kämpfern. Seine Nähe zur Ideologie des Nationalsozialismus kam aber bereits seit 1928 durch Aufsätze im NS-Parteiorgan Völkischer Beobachter zum Ausdruck. Seit Mitte Mai 1931 war Heydebrand nach eigenen Angaben „in der Organisationsleitung II der Reichsleitung der NSDAP beschäftigt.“ Im Sommer des gleichen Jahres erschien im ersten Heft des ersten Jahrgangs der Monatsschrift des nationalsozialistischen Juristenbundes BNSDJ sein Artikel Sind in Deutschland allgemeine Maßnahmen gegen die Juden ohne Änderung der Reichsverfassung auf dem Wege der Gesetzgebung möglich? Als Stellvertreter des Leiters der innenpolitischen Abteilung der NSDAP-Reichsleitung Helmut Nicolai entstanden teilweise mit diesem gemeinsam weitere Schriften zu möglichen Veränderungen der Gesellschaft im Sinne des Nationalsozialismus.
Im November 1931 zog Heydebrand von Berlin nach München, wo er im dortigen Braunen Haus im April 1932 die Stelle Nicolais als Leiter der Abteilung II der Organisationsleitung in der NSDAP-Reichsleitung übernahm. Seine Schrift Deutsche Rechtserneuerung aus dem Geiste des Nationalsozialismus erschien im Mai 1933, als er bereits Regierungsvizepräsident in Merseburg war.

### Tätigkeit im Geheimdienst
Nach dem Einmarsch der Wehrmacht in Nordfrankreich im Juni 1940 wurde dort u. a. eine Dienststelle des deutschen Geheimdienstes eingerichtet, die Abwehr-Nebenstelle Lille, die in mehrere Referate aufgeteilt war. Das Referat III C1, zuständig für die Gegenspionage in Behörden, unterstand bis zum Abzug der deutschen Truppen Anfang September 1944 Major z.V. Ernst von Heydebrand und der Lasa. In deutlichem Gegensatz zu den Aktivitäten der Referate III C1 und III F ist über die des Referats III C1 fast nichts bekannt. 1941 lernte Heydebrand die aus Valenciennes stammende Raymonde Lemoine kennen, mit der er angeblich „recht erfolgreich“ zusammenarbeitete. Sie verließ 1944 Lille, als ihre Verbindung zu Heydebrand bekannt wurde, und wurde Mitarbeiterin der Abwehrstelle Breslau. Da sie Heydebrand 1953 heiratete, ist davon auszugehen, dass Lemoine in Lille nicht nur seine Mitarbeiterin in der Spionageabwehr, sondern auch seine Geliebte war.

## Schriften
- Deutsche Rechtserneuerung aus dem Geiste des Nationalsozialismus. Verlag R. Hobbing, Berlin 1933. DNB 572732635